# Dabarsko polje (Chorwacja)
Dabarsko polje – polje w Chorwacji, położone na terenie Liki.

## Opis
Znajduje się 11 km na północny wschód od Otočaca, na wysokości bezwzględnej 550 m n.p.m. Zajmuje powierzchnię 1,7 km². Południowa część pola bywa okresowo zalewana, zaś północna jest użytkowana rolniczo do uprawy zbóż. 
Jedyną miejscowością w obrębie polja jest Dabar. Poprowadzono tutaj drogę Lička Jesenica – Otočac.
Od 2003 roku polje objęte jest ochroną przyrodniczą.